# Helsingborgs Bryggeri
För det historiska bryggeriet med samma namn, se Helsingborgs Bryggeri (grundat 1850)
Helsingborgs Bryggeri är ett mikrobryggeri i Helsingborg. Det grundades 2010 av ölentusiasterna Rasmus Varfeldt och Hans Nelson, och sommaren 2011 blev den första ölen klar: Helsingborgs Lager. År 2014 hade bryggeriet bryggt 16 olika sorters starköl och två sorters folköl. Bryggeriet håller idag till i en byggnad från 1880 på Bredgatan 25 som tidigare använts av Skånska husarregementet, där det årligen produceras cirka 80 000 liter öl.
År 2011 fick bryggeriet priset "Sveriges bästa ljusa lager" på Göteborgs ölfestival för ölet Helsingborgs Lager.
År 2015 medverkar bryggeriet för första gången på Stockholm Beer and Whisky Festival och återvänder med två priser. Helsingborgs Funky Monkey tog guld i kategorin Ale, modern stil och Helsingborgs Witbier tog brons i kategorin veteöl.